# 꽃다지 (가수)
꽃다지는 대한민국의 민중 음악 그룹이다. 연행형태는 남녀혼성 3인조이다. 음악감독 1인, 가수 2인, 기획자 1인, 영상감독 1인 등 5인이 구성원이다. 

## 역사

### 1988년 ~ 1992년: 통합 이전
1980년대 군부독재 시절 운동권 등을 중심으로 한 많은 민중가요 노래패들이 생겨나기 시작했다. 노동자들은 전노협 노래단 같은 시민단체 노래단에서 활동하기도 했다. 당시 대표적인 민중가수 그룹은 "노래를 찾는 사람들(노찾사)"과 "메아리" 등이었다.
1988년 말, "노동자 노래단", 1989년, "삶의 노래 예울림"이 결성되었다. 이들은 노동현장을 중심으로 하여 꾸준히 노동가요를 창작 및 보급해 왔다.
1992년 3월 1일 두 노래패가 통합되었고, 이를 통해 가수 그룹 "꽃다지"가 결성되었다.

### 1992년: 데뷔
꽃다지는 1992년 3월 1일, 노동자노래단과 삶의 노래 예울림이 통합하여 만들어졌다. 1992년 8월에 비합법 1집 <수선전도>를 발표했고 1993년 3월에 비합법 2집 <내일엔 내일의 태양이>를 발표했다.
1994년, 꽃다지는 최초의 합법 1집 <금지의 벽을 넘어 완전한 자유를 노래하리라>를 발표하며 좀 더 대중에게 다가가기 위해 노력한다. 수록곡 중 '민들레처럼', '전화카드 한 장', '바위처럼' 등이 큰 인기를 끌었으며, 통일가요인 '서울에서 평양까지'는 훗날 신형원이 리메이크하여 불렀다. '단결투쟁가'를 비롯해 일부 노래들은 당시 심의에 걸리기도 했다.

### 1995년 ~ 2001년
1995년에는 <노동가요 공식음반> 1,2에 참여하기도 했다. 1997년 2집 <사람이 꽃보다 아름다워>를 발매하는가 하면 그해 12월에는 민중가요권 최초의 EP음반 <세상을 바꾸자>를 발표했다. 2000년에는 합법음반 정규3집 <진주>와 그동안 히트했던 노동가요의 명곡을 모은 짜깁기음반 <투쟁의 현장에서>를 발매했다. 같은 해  EP음반 <오라>를 발매했고, 이듬해 EP음반 <반격>을 발매했다.

### 2011년: 4집
2011년 12월 9일, 꽃다지는 10년만에 4집 <노래의 꿈>을 발매했다. 수록곡 <내가 왜?>는 태준식 감독의 작업으로 뮤직비디오로 만들어졌다. <Fighter>에는 락이 사용되었다.

## 구성원
구성원은 다음과 같다. 기울인 글씨는 예전 구성원이다.
- 민정연(기획, 1997년~)
- 정윤경(음악감독 & 대표, 가수, 작곡자. 2004년~)
- 정혜윤(가수, 1999년~)
- 박성훈(영상감독, 2022년~)
- 이동선(가수, 2023~2024년)

- 조성일(가수, 1998년~2011년. 2012년 솔로 독립. 솔로음반 <시동을 걸었어>)
- 서기상(가수)
- 김용진(가수)
- 이태수(가수)
- 윤미진(가수)
- 박향미(가수)
- 이은진(대표)
- 정인섭(기획)
- 김희정(기획)
- 홍소영(가수. 2010년~2014년.)

## 음반

### 정규 음반
정규 음반은 다음과 같다.
- 1992: 비합법1집 <수선전도>
- 1993: 비합법2집 <내일엔 내일의 태양이>
- 1994: <꽃다지 발췌곡집>
- 1994: 1집 <금지의 벽을 넘어 완전한 자유를 노래하리라>
- 1997: 2집 <사람이 꽃보다 아름다워>
- 2000: 3집 <진주>
- 2011: 4집 <노래의 꿈>

### EP음반 & 기타음반
EP 음반은 다음과 같다.
- 1997: <세상을 바꾸자>
- 2000: <오라>(싱글앨범)
- 2001: <반격>
- 2000: 편집음반 노동가요명곡선 1 <투쟁의 현장에서>
- 2003: 편집음반 꽃다지 노동가요명곡선 2 <우리는 지금보다 강하게>

### 참여 음반
참여 음반은 다음과 같다.
- 1995: <노동가요 공식음반 1>
- 1995: <노동가요 공식음반 2>

## 참조
1. ↑  네이버 뮤직. “꽃다지”. 2013년 8월 10일에 확인함.
2. ↑  네이버 뮤직. “꽃다지”. 2013년 8월 10일에 확인함.
3. ↑  네이버 뮤직. “꽃다지”. 2013년 8월 10일에 확인함.
4. ↑  네이버 뮤직. “꽃다지”. 2013년 8월 10일에 확인함.
5. ↑  네이버 인물검색. “꽃다지”. 2013년 8월 10일에 확인함.
6. ↑  “노동가요음반 첫 합법”. 한겨레. 1994년 5월 14일.
7. ↑  네이버 뮤직. “꽃다지 앨범”. 2013년 8월 10일에 확인함.
8. ↑  네이버 뮤직. “꽃다지 앨범”. 2013년 8월 10일에 확인함.
9. ↑  네이버 뮤직. “꽃다지 앨범”. 2013년 8월 10일에 확인함.
10. ↑  네이버 뮤직. “꽃다지 앨범”. 2013년 8월 10일에 확인함.
11. ↑  네이버 뮤직. “4집 노래의 꿈”. 2013년 8월 10일에 확인함.
12. ↑  오마이뉴스 (2012년 6월 1일). “스무 살 '꽃다지'는 혼자 울지 말라지만...”. 2013년 8월 10일에 확인함.
13. ↑  오마이뉴스 (2012년 6월 1일). “스무 살 '꽃다지'는 혼자 울지 말라지만...”. 2013년 8월 10일에 확인함.
14. ↑  네이버 뮤직. “꽃다지”. 2013년 8월 10일에 확인함.
15. ↑  네이버 인물검색. “꽃다지”. 2013년 8월 10일에 확인함.
16. ↑  네이버 뮤직. “꽃다지 앨범”. 2013년 8월 10일에 확인함.
17. ↑  네이버 뮤직. “꽃다지 앨범”. 2013년 8월 10일에 확인함.
18. ↑  네이버 뮤직. “꽃다지 앨범”. 2013년 8월 10일에 확인함.